# Bataille de Marïnka (2015)
Pour les articles homonymes, voir Bataille de Marïnka.
Guerre du Donbass
Batailles
- Euromaïdan
- Révolution de la Dignité
- Manifestations anti-Maïdan

Annexion de la Crimée
- Invasion russe de la Crimée
- Prise du Parlement de Crimée
- Prise de la base navale sud
- Incident de Simféropol (en)
- Occupation russe de la Crimée

Troubles pro-russes
- Odessa
- Troubles pro-russes à Kharkiv (uk)
- Troubles pro-russes à Louhansk (uk)
- Bataille de la rue Rymarska (uk)
- Proclamation de la république de Crimée
- Prise de Donetsk (uk)
- Proclamation de la RP de Donetsk
- Proclamation de la RP d'Odessa (hu)
- Proclamation de la RP de Lougansk
- Affrontements à Odessa du 2 mai (uk)
- Incendie de la Maison des syndicats d'Odessa

Guerre du Donbass
- Sloviansk
- Marioupol
- 1re Donetsk
- Louhansk
- Il-76
- Saour-Mogyla
- Vol Malaysia Airlines 17
- 2e Donetsk
- Loutouhyne
- Ilovaïsk
- 3e Donetsk
- 32e barrage
- Volnovakha
- Debaltseve
- Marïnka
- Avdiïvka

La première bataille de Marïnka est une courte bataille de la guerre du Donbass et qui s'est déroulée le 3 juin 2015 aux alentours et dans la ville de Marïnka, dans l'oblast de Donetsk. La 28e brigade mécanisée de la Garde, la 30e brigade mécanisée, la 43e brigade d'artillerie et la 93e brigade mécanisée ont affronté la Garde républicaine autoproclamée de la république populaire de Donetsk (RPD) et la brigade Akhra Avidzba. La ville de Marïnka est brièvement contrôlée par les forces de la RPD avant d'être reprise par les Ukrainiens.

## La bataille
Selon l'armée ukrainienne, les combats autour de la ville gouvernementale de Marïnka débutent à 3 heures du matin le 3 juin 2015 lorsque les séparatistes lancent une offensive avec des chars et 1 000 combattants. Les forces de la RPD déclarent que cette attaque est une réponse aux lourds bombardements ukrainiens de Donetsk, Horlivka, Staromykhailivka (en) et Ienakiieve dans la nuit du 2 juin au matin du 3 juin. Selon eux, ces bombardements ont tué 15 personnes dans le territoire tenu par la RPD près de Marïnka. L'attaque séparatiste commence par des tirs d'artillerie, suivis, au lever du soleil, d'un assaut d'infanterie et de chars. Les combats durent près de 12 heures avant de s'arrêter, puis reprennent peu après. Les combats se sont également étendus à Krasnohorivka ; les deux villes étaient en flammes alors que des combats urbains sanglants et chaotiques ont lieu. Des tirs de roquettes et d'artillerie sont également échangés,. À la fin de la journée, les rebelles ont pris le contrôle d'une partie de la ville ; un député ukrainien déclarait que 70 % de Marïnka est alors détenue par la RPD.

## Cessez-le-feu
La situation à Marinka se stabilise en début de soirée du 3 juin 2015 et un cessez-le-feu est établi. Selon l'armée ukrainienne, le cessez-le-feu lui a permis de rétablir son contrôle sur la ville. Le ministre de la Défense de la république populaire de Donetsk, Vladimir Kononov, ainsi que l'armée ukrainienne confirment à l'OSCE que Marïnka est bien sous contrôle ukrainien. Le 4 juin, un journaliste de l'AP se rend brièvement dans la ville et confirme que la ville est bien sous contrôle gouvernemental et que les troupes menaient des opérations de nettoyage des poches ennemies.
Les combats à Marinka et aux alentours ont fait 20 morts parmi les séparatistes et quatre  soldats ukrainiens, tandis que 99 séparatistes et 39 soldats ukrainiens ont été blessés,. Par ailleurs neuf civils ont été tués et 30 autres blessés. Le 4 juin, selon la RPD, les tirs d'artillerie et de mortier des ukrainiens continuent de frapper plusieurs villes tenues par la RPD, dont Donetsk, faisant 16 morts parmi les combattants séparatistes et cinq civils, tandis que 86 combattants et 38 civils sont blessés. Le lendemain, le président ukrainien affirme que l'armée avait repris Marïnka, après avoir expulsé les séparatistes, et capturé 12 « saboteurs », dont un citoyen russe. Son affirmation ne sera pas confirmée de manière indépendante.

## Conséquences
Le Kyiv Post cite des commandants militaires ukrainiens déclarant que si les séparatistes avaient pris Marinka et Krasnohorivka, cela aurait créé un point d'étranglement pour les forces ukrainiennes à Pisky et Avdiïvka (nord et nord-ouest de Donetsk). Les soldats ukrainiens ayant combattu dans la bataille déclarent au Kyiv Post qu'ils pensaient que la bataille visait à tester leurs capacités. Ce point de vue est repris par l'analyste militaire russe Pavel Felgenhauer. Les rebelles nient avoir attaqué Marïnka et décrivent les combats qui ont eu lieu dans la ville comme une contre-attaque.